# ندای وظیفه: اشباح
ندای وظیفه: شبح (به انگلیسی: Call of Duty: Ghosts)، یک بازی ویدئویی در سبک تیراندازی اول شخص از مجموعه بازی‌های ندای وظیفه است که در سال ۲۰۱۳ توسط شرکت اینفینیتی وارد و با همکاری ریون سافتور و نورسافت ساخته شد و توسط اکتیویژن منتشر شد. این بازی دهمین قسمت از سری ندای وظیفه است و ششمین بازی اینفینیتی وارد است؛ و در تاریخ ۵ نوامبر ۲۰۱۳، برای پلی‌استیشن ۳، اکس‌باکس ۳۶۰، مایکروسافت ویندوز و کنسول بازی وی یو عرضه شد. این بازی همچنین برای نسل هشتم کنسول‌های بازی پلی‌استیشن ۴ و اکس‌باکس وان منتشر شد.
بر اساس جمع‌بندی نقدها توسط وب سایت متاکریتیک، این بازی نقدهای مختلط تا مثبتی را دریافت کرده و بیشترین ستایش از آن به دلیل سبک چندنفرهٔ آن و ارائهٔ سبک جدید بازی Extinction آن بوده‌است، اما بخش یک نفرهٔ بازی مورد نقد منفی بخاطر تکراری بودن و فقدان نوآوری قرار گرفته‌است.

## گیم پلی

### بخش چندنفره
بخش چندنفره نسبت به بازی‌های قبلی تغییراتی کرده‌است بگونه‌ای که مکانیک‌های جدیدی به آن اضافه شده‌است. نقشه‌ها دارای مناطقی هستند که می‌توان آن را تغییر داد یا تخریب کرد. در برخی نقشه‌ها یک جایزهٔ کیل استریک شبیه بمب هسته‌ای به نام K.E.M strike وجود دارد. بازیکن می‌تواند برای گرفتن ODIN، تعداد مشخصی از دشمن را بکشد یا نفر اول تیم مقابل را بکشد و سپس چالش‌های مختلفی را پس از برداشتن چمدان آبی رنگ از روی زمین کامل کند. برخی از این چاش‌ها به‌طور مثال عبارتند از: کشتن دو نفر در حالت درازکش یا نیم خیز، کشتن یک نفر از پشت یا با خنجر و... دوربین‌های اسلحه‌های تک‌تیرانداز نیز دارای تکنولوژی دید اطراف هستند به گونه‌ای که با زوم کردن می‌توان خارج از دوربین را نیز به شکل تار دید. در تاریخ ۳ اکتبر، یک سبک چند نفرهٔ جدید از بازی به نام جوخه رونمایی شد. در اینجا بازیکن یک گروه از سربازان تشکیل می‌دهد و با سایر گروه‌ها از سرتاسر دنیا مبارزه می‌کند. این گروه قابلیت افزایش رتبه را مانند یک فرد دارد.

## داستان
ندای وظیفه: اشباح در یک چارچوب زمانی متناوب پس از تخریب هسته‌ای خاورمیانه رخ می‌دهد. کشورهای تولیدکنندهٔ نفت از آمریکای جنوبی، در پاسخ به بحران اقتصادی جهانی به وجود آمده، "فدراسیون " را تشکیل می‌دهند و بسرعت تبدیل به یک ابرقدرت جهانی شده و یورش سریعی را به حوزهٔ آمریکای مرکزی و کارائیب انجام داده و آنجا را به تسخیر خود در می‌آورند. نقش اصلی در این بازی مربوط به "اشباح " است که متشکل از پرسنل آموزش دیده عملیات ویژهٔ آمریکا برای اجرای عملیات مخفی پشت خطوط دشمن هستند. این واحد توسط کاپیتان Elias Walker از ارتش آمریکا هدایت می‌شود. بعدها دو پسر وی به نام‌های Logan و Hesh و نیز یک سگ تعلیم دیدهٔ آلمانی به نام رایلی، کاپیتان توماس مریک و گروهبان کیگان روس نیز به وی ملحق می‌شوند.

## بازتاب‌ها
| گردآورنده | امتیاز                                                                          |
| --------- | ------------------------------------------------------------------------------- |
| متاکریتیک | (PS4) 78/100 (XONE) 78/100 (X360) 73/100 (PS3) 71/100 (WiiU) 69/100 (PC) 68/100 |

| ناشر                    | امتیاز |
| ----------------------- | ------ |
| سی‌وی‌جی                  | 7/10   |
| دستراکتید               | 5/10   |
| اج                      | 7/10   |
| الکترونیک گیمینگ مانثلی | 7.5/10 |
| یوروگیمر                | 7/10   |
| گیم اینفورمر            | 8/10   |
| گیم‌اسپات                | 8/10   |
| گیمز ریدار+             | [ ۱۴ ] |
| گیم‌تریلرز               | 7.0/10 |
| گیم‌زون                  | 7.5/10 |
| جاینت بامب              | [ ۱۷ ] |
| آی‌جی‌ان                  | 8.8/10 |
| جویستیک                 | [ ۱۹ ] |
| اوپی‌ام (بریتانیا)       | 8/10   |
| اواکس‌ام (بریتانیا)      | 8/10   |
| اواکس‌ام (ایالات متحده)  | 8/10   |
| پولیگان                 | 6.5/10 |
| VideoGamer.com          | 7/10   |
| Digital Spy             | [ ۲۵ ] |
| Metro (UK)              | 8/10   |
| Mirror.co.uk            | [ ۲۷ ] |
| NowGamer                | 7.5/10 |
| PlayStation LifeStyle   | 8.0/10 |

این بازی نظرات مختلط تا مثبتی را از سوی منتقدین دریافت کرد. بخاطر بخش چندنفره و سبک جدید ectinction مورد ستایش قرار گرفت اما بخاطر بخش یک نفره به دلیل تکراری بودن و عدم نوآوری مورد انتقاد قرار گرفت. آی‌جی‌ان بازی را بخاطر تغییرات متنوعی که جان تازه‌ای به سبک مولتی پلیر می‌دهد مورد ستایش قرار داد و بخش یک نفره را طولانی چالش‌برانگیز و متنوع خواند. گیم‌اسپات در رابطه با بخش کمپین پا را از این فراتر برد و این بخش از بازی را مجموعه‌ای فوق‌العاده از تیراندازی و تبادل آتش با طراحی دقیق و برنامه‌ریزی شده خواند. هردوی منتقدین مذکور از ویژگی‌های سفارشی‌سازی جدید بازیکنان و انواع بازی‌های بخش مولتی پلیر و خصوصاً سبک بازی extinction استقبال کردند و این سبک جدید را فوق‌العاده سرگرم‌کننده و پویا خواندند.
این بازی علی‌رغم دریافت نمره‌های بالا انتقادهای فراوانی دریافت کرد. بسیاری از منتقدین ادعا کردند که بخش کمپین فاقد داستان جذابی بوده و نمی‌توان با آن ارتباط عاطفی برقرار کرد. بسیاری نیز بر این اعتقادند که اگرچه بطورکل یک بازی قوی است اما نوآوری زیادی در مجموعه ایجاد نمی‌کند و در عوض بر فرمول‌ها و مفاهیم تکراری از مجموعه‌های پیشین تکیه می‌کند.